# Paul Chenavard
Paul-Marc-Joseph Chenavard (Lione, 9 dicembre 1808 – Parigi, 12 aprile 1895) è stato un pittore francese, appartenente alla Scuola di Lione; tra le sue opere più note figura la Divina Tragedia.

## Biografia

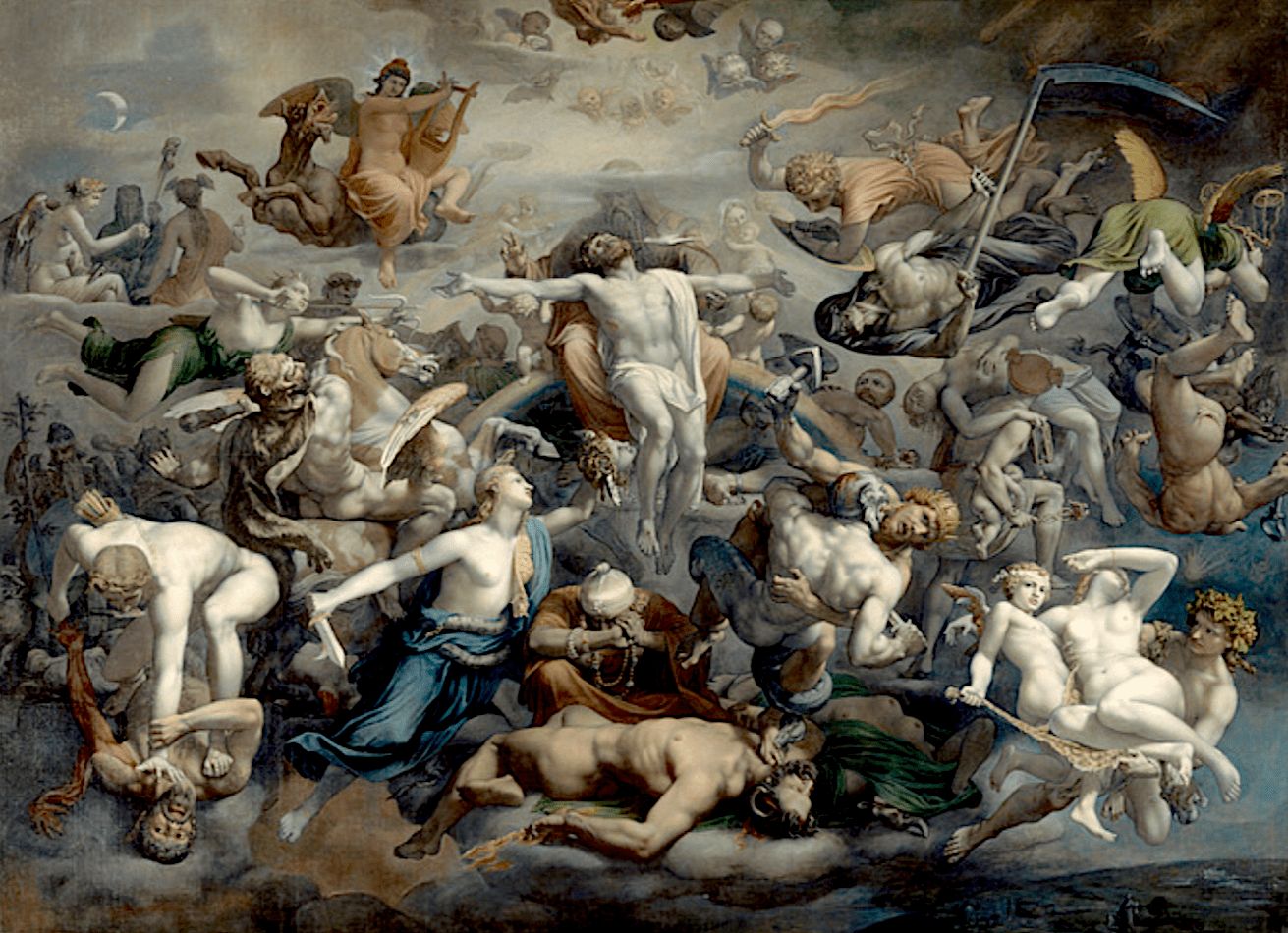
Divina Tragedia

Entrato all'École des beaux-arts di Parigi nel 1825, studiò nello studio di Jean-Auguste-Dominique Ingres insieme al suo amico Joseph Guichard, poi negli studi di Louis Hersent e Eugène Delacroix.

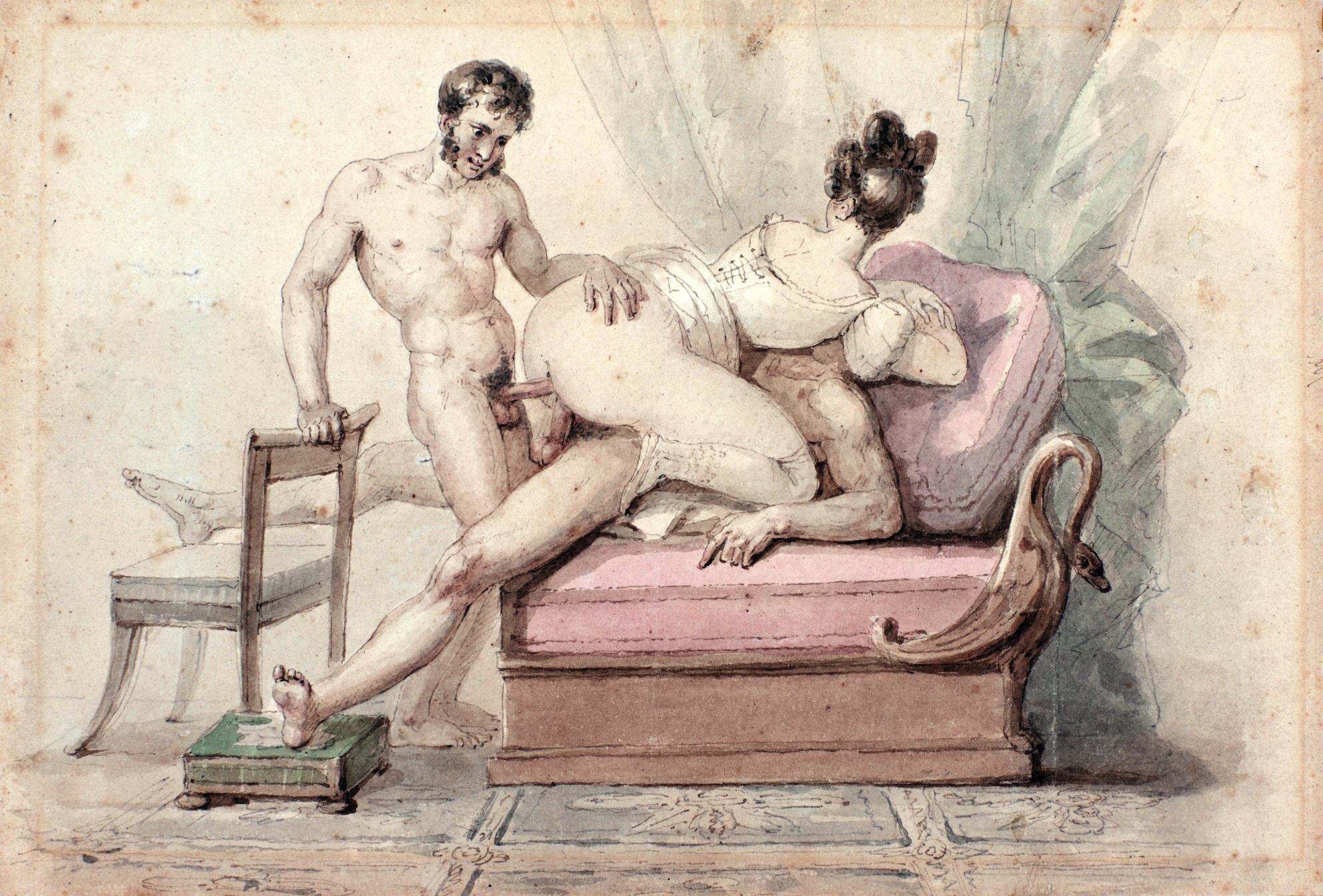
Ménage À Trois

L'influenza della filosofia e della pittura tedesca lo portò a credere che lo scopo dell'arte dovesse essere umanitario e civilizzatore. Morì a Parigi nel 1895 e fu sepolto nel nuovo Cimetière de Loyasse a Lione.

## Opere selezionate parziali
- Inferno (1846), Montpellier, Musée Fabre
- The Continence of Scipio (1848) Lione, Musée des Beaux-Arts
- Divina Tragedia (1865 e 1869) Parigi, Musée d'Orsay